# Атрипалда
Атрипа̀лда (на италиански: Atripalda) е град и община в Южна Италия, провинция Авелино, регион Кампания. Разположен е на 294 m надморска височина. Населението на общината е 11 174 души (към 2010 г.).